# Empori (port)
A l'antiga Grècia, un empori (grec antic: ἐμπόριον «empórion»; en llatí: emporium) era el nom que rebia qualsevol centre de comerç marítim, és a dir, un port comercial. Es tractava de comunitats formades de comerciants i mercaders que podien ser força informals, perquè no requerien dels actes de fundació preceptius de les colònies, sinó que eren establiments molt més funcionals i, sovint, temporals.
Eren exemples d'emporis, més que no pas colònies (almenys en el moment del seu establiment), la major part de poblacions gregues del nord de la mar Negra, com també les fundacions dels foceus: aquest és, precisament, l'origen del nom d'Empúries, fundat com a empori dels foceus, però també altres poblacions com Alàlia, Òlbia de Sardenya, Antípolis, Mònoicos, Nicea, Òlbia de Ligúria...
Amb el temps, un empori temporal i informal podia augmentar de població i esdevenir una vertadera polis. Aquest era el cas, a tall d'exemple, de Pitecussa, poblada per calcidis, eretris i llevantins, que molt ràpidament ja tengué una població de milers d'habitants i que esdevengué una vertadera polis.